# Karl-Heinz Janßen
Pour les articles homonymes, voir Janssen.
Karl-Heinz Janßen (né le 17 novembre 1930 à Carolinensiel et mort le 26 mars 2013 à Hambourg,) est un journaliste allemand et rédacteur en chef de l'hebdomadaire Die Zeit de 1963 à 1998. Il a travaillé comme historien sur l'histoire allemande contemporaine.

## Biographie
Karl-Heinz Janßen est le fils de l'ouvrier agricole Johann Wilhelm Janßen et de son épouse Johanne, née Rocker, et grandi dans un foyer évangélique luthérien. Après avoir obtenu son diplôme du lycée public pour garçons (Lycée Marie) de Jever au printemps 1950, Janßen travaille pour des quotidiens de la région d'Oldenbourg-Frise-Orientale et étudie l'histoire à l' Université Albert-Louis de Fribourg-en-Brisgau depuis mai 1953, où il obtient son doctorat en décembre 1957 avec une thèse sur les buts de guerre des États allemands de 1914 à 1918 sous la direction de Gerhard Ritter. Dans son travail journalistique, il participe à de nombreux débats sur le national-socialisme, notamment sur l'incendie du Reichstag. Il publie des études sur l’histoire contemporaine de l’Allemagne et, en 1999, un livre sur le rôle moteur de la Wehrmacht dans le déclenchement de la Seconde Guerre mondiale.

Dans le conflit d’intérêts entre travail journalistique et travail scientifique, Janßen formule cette maxime :

« Un journaliste peut avoir le droit, dans certaines conditions, d'enjoliver ou d'embellir un peu les faits afin de les rendre plus faciles et plus fluides à lire - mais on ne peut pas en vouloir à un scientifique. »

— Die Zeit, 48/2000
Dans les années 1960, il documente semaine après semaine le déroulement de la guerre du Viêt Nam sur un site d’information personnel.
Karl-Heinz Janßen décède à Hambourg à l'âge de 82 ans et est enterré dans le complexe funéraire des arbres (carrés de plan Bl 58/Bm 58) du cimetière d'Ohlsdorf.

## Plan Otto
Janssen défend la thèse selon laquelle le haut commandement de l'armée a préparé une guerre éclair pour détruire l'Armée rouge et conquérir de grandes parties de la Russie à la fin de l'été 1940 dans le cadre du soi-disant Plan Otto, sans les ordres ni la connaissance d'Hitler depuis le début de juin 1940 et a poussé Hitler à entrer en guerre. L'historien militaire Klaus Jochen Arnold rejette cette interprétation comme non étayée par les documents nazis et comme théorie du complot.

## Œuvres (sélection)
- avec Haug von Kuenheim (de), Theo Sommer (de) (dir.), DIE ZEIT. Geschichte einer Wochenzeitung 1946 bis heute. Siedler, Berlin 2006,  (ISBN 3-88680-847-5).
- „Und morgen die ganze Welt...“ Deutsche Geschichte 1871–1945, Donat Verlag, Brême, 2003,  (ISBN 3-934836-30-5).
- avec Carl Dirks, Der Krieg der Generäle. Hitler als Werkzeug der Wehrmacht. Propyläen, Berlin, 1999.  (ISBN 978-3-549-05590-8) und Ullstein, Berlin, 2001,  (ISBN 3-548-36277-X).
- avec Fritz Tobias (de), Der Sturz der Generäle, C.H. Beck Verlag, Munich, 1994,  (ISBN 3-406-38109-X).
- avec Uwe Backes/Eckhard Jesse (de)/Henning Köhler (de)/Hans Mommsen/Fritz Tobias, Reichstagsbrand – Aufklärung einer historischen  Legende. Piper, Munich, 1986,  (ISBN 3-492-03027-0).
- Die Kriegsziele der Bundesstaaten (1914–1918). Maschinenschr. Manuskript. (Fribourg-en-Brisgau), Univ., Diss., 1957).